# 雷集镇
雷集镇，是中华人民共和国山東省德州市夏津县下辖的一个乡镇级行政单位。

## 行政区划
雷集镇下辖以下地区：
雷集社区、许庄社区、马庄社区、张集社区、张庄社区、津期店社区、古城社区、沈耿付社区、于村庄社区、刘宪庄社区、范郎肖社区、谭宋社区、三教堂社区、魏寨社区、康石社区、北庞庄村、朱庄村、陈尤庄村、倪庄村、齐营村、大官屯村、左庄村、常安集村、马官屯村、小郭庄村、穆王庄村、谢王庄村、东双庙村和大姜庄村。